# Ploscoș
Ploscoș est une commune de Transylvanie, en Roumanie, dans le județ de Cluj. Elle est composée des villages de Ploscoș, Crairât, Lobodaș, Valea Florilor.

## Géographie
La municipalité de Ploscoș est située au sud-ouest de la lande de Transylvanie (Câmpia Transilvaniei) - une partie du bassin de Transylvanie , au nord-est de la montagne Cămărașului (Dealul Cămărașului ; 493  m). Sur le ruisseau Pârâul Florilor - un affluent gauche de l' Arieş  - sur la route départementale (Drum judeţean) DJ 161B et sur la ligne ferroviaire Cluj-Napoca-Războieni , le lieu Ploscoş est situé à 15 kilomètres au nord de la ville de Câmpia Turzii (Jerischmarkt) et à environ 40 kilomètres au sud-est de la capitale du district Cluj-Napoca (Klausenburg) .
En raison des gisements de sel de la région, les vallées peu profondes de la commune présentent des marais salants et certaines pentes de glissement présentent des affleurements de sel. La région de la municipalité est l'une des plus pauvres de Transylvanie.

## Histoire
L'endroit Ploscoş a été mentionné pour la première fois en 1913.
Selon Márton Roska , une découverte archéologique dans la région du village incorporé de Valea Florilor (hongrois : Virágosvölgy) indique la période néolithique . Une colonie de la période Hallstatt et un tumulus de l'histoire ancienne ont été découverts au nord du village lors de fouilles archéologiques, selon le ministère roumain de la Culture .
Dans le Royaume de Hongrie , la paroisse moderne se trouvait dans le district de Torda Chair (actuellement Turda) dans le comté de Torda-Aranyos . Par la suite, la commune a appartenu au quartier historique de Turda et de 1950 à l'actuel quartier de Cluj.
Le centre communautaire actuel est composé de l'ancien village de Ploscoș et des hameaux d' Adămești , Drăculești , Șerpești , Valea Crișeni , Valea Întunecată , Valea Lungă Mare et Valea Vântului . Le hameau de Costești est attribué au village de Lobodaș (Labodás hongrois) et les hameaux de Bicaș , Bogomirea , Cantonu Gării et Valea Sărată au village incorporé de Valea Florilor .

## Population
Depuis 1956, presque exclusivement des Roumains sont enregistrés dans la région de l'actuelle municipalité de Ploscoș . En 1956, sur les 2316 habitants, il y avait 2236 Roumains, 59 Magyars (le nombre le plus élevé), 19 Roms (le nombre le plus élevé) et un Roumain -Allemand – le seul jamais enregistré. Le plus grand nombre de Roumains (2258) a été déterminé en 1966. Lors du recensement de 2002, seuls 796 Roumains et un Hongrois étaient enregistrés dans la commune. Lors du recensement de 2011, sur les 702 personnes, 664 étaient des Roumains, 12 étaient des Roms et les 26 restants n'ont donné aucune information sur leur appartenance ethnique .
La principale occupation de la population est l'agriculture et l'élevage.

## Images

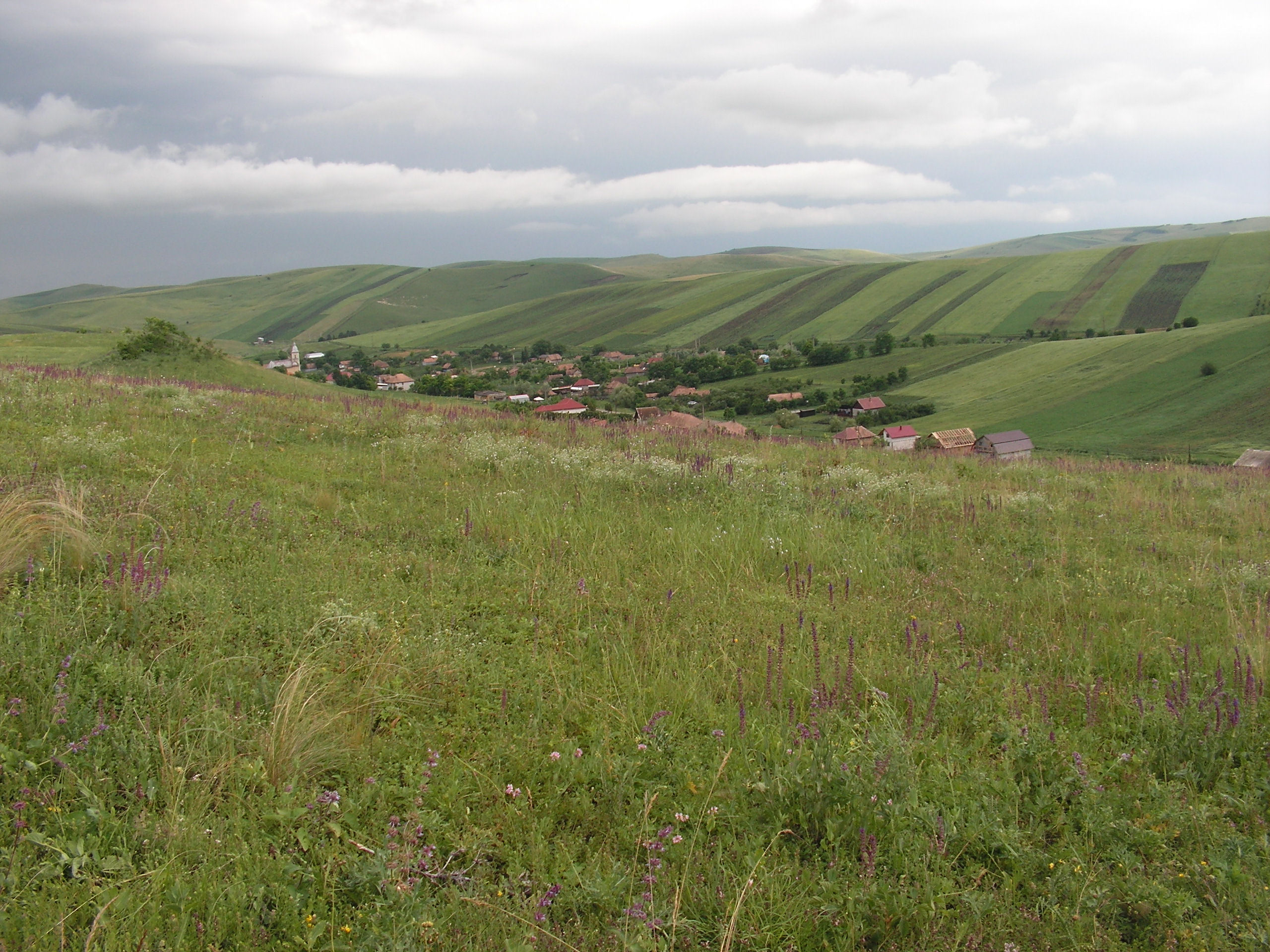
Vue de Ploscoș
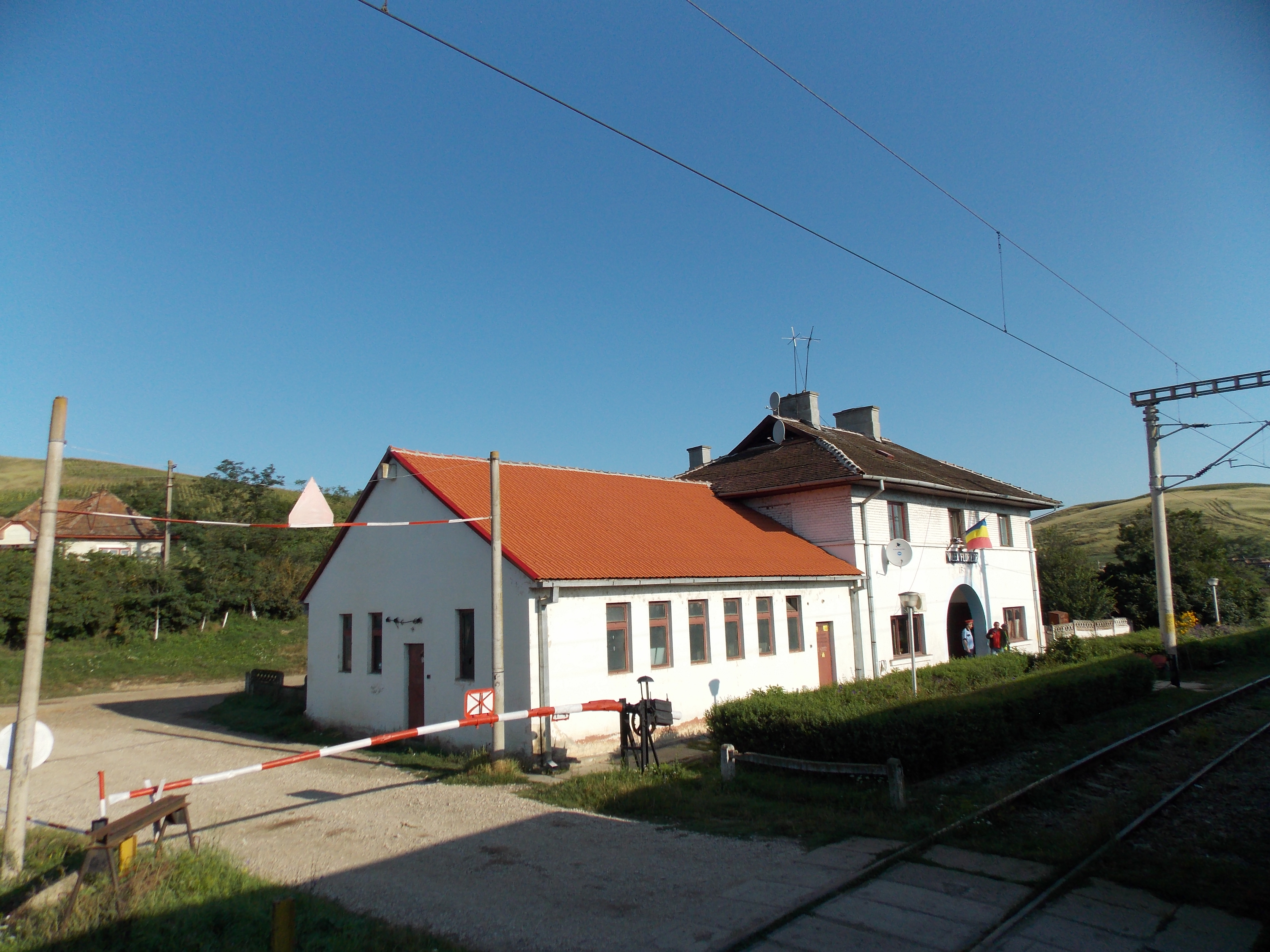
Gare à  Valea Florilor
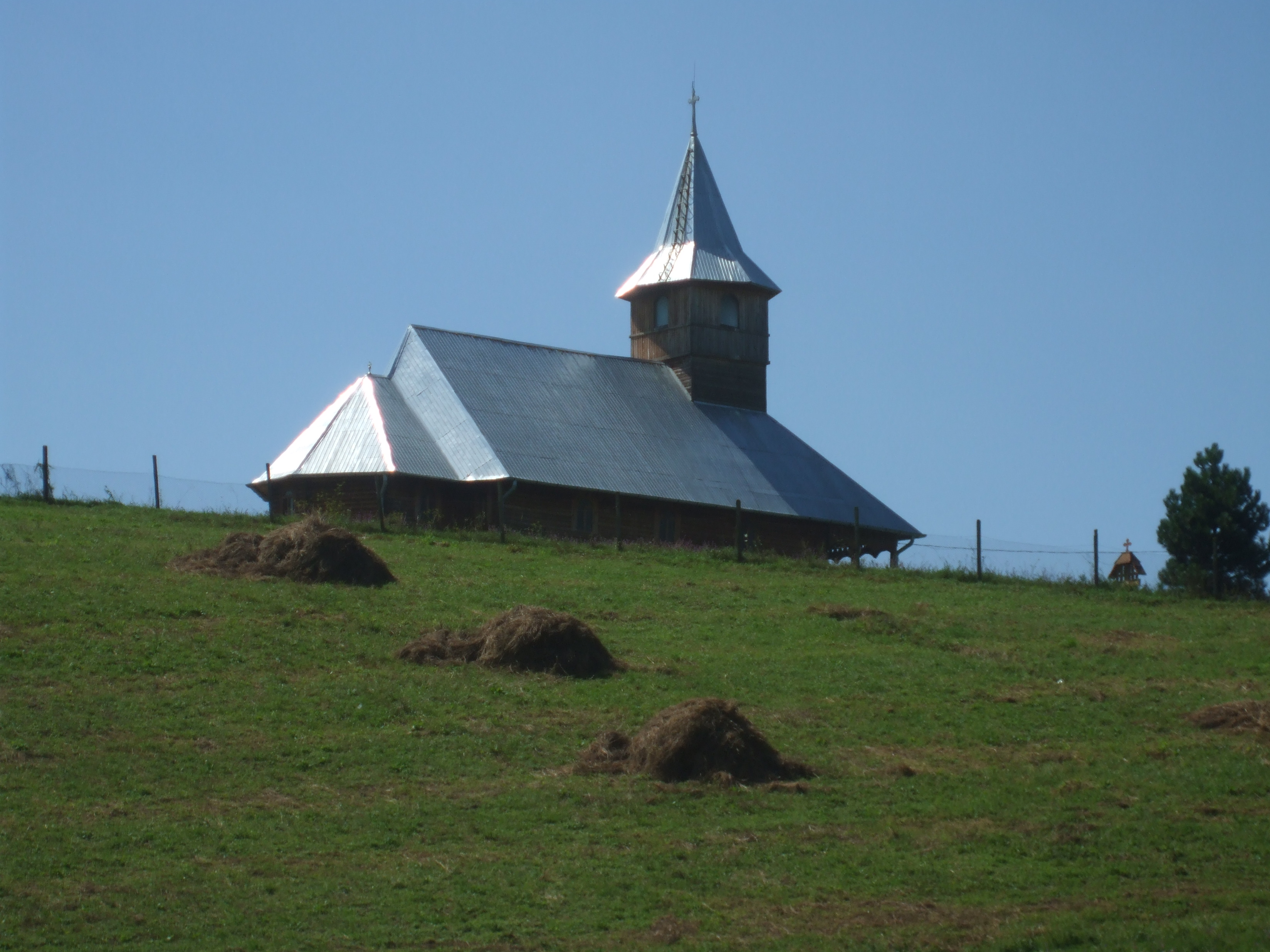
Église à Valea Florilor